# Cytisus balansae
Cytisus balansae är en ärtväxtart som först beskrevs av Pierre Edmond Boissier, och fick sitt nu gällande namn av John Ball. Cytisus balansae ingår i släktet kvastginster, och familjen ärtväxter.

## Underarter
Arten delas in i följande underarter:
- C. b. balansae
- C. b. europaeus